# 矢澤宏太
- 矢沢宏太

矢澤 宏太（やざわ こうた、2000年8月2日 - ）は、東京都町田市出身のプロ野球選手（投手、外野手）。左投左打。北海道日本ハムファイターズ所属。

## 経歴
5歳の頃から町田リトルで野球を始め、中学時代は町田シニアに所属していた。
藤嶺学園藤沢高等学校に進学し、1年夏からベンチ入り。同年秋からエースとなり、投手と外野手を兼ねる二刀流として活躍した。高校時代は神奈川大会ベスト8が最高成績で、甲子園大会出場はなし。3年夏は南神奈川大会準々決勝で横浜創学館に延長の末、敗れた。投手としては最速149km/h、打者としては高校通算32本塁打を記録した。プロ志望届を提出したが、2018年のドラフト会議での指名はなかった。
高校卒業後、日本体育大学に進学。打者としては1年時からレギュラーの座を掴み、2年秋のリーグ戦でベストナインに選出された。3年時から本格的に二刀流に挑戦。毎週土曜日に先発登板、日曜日は野手として出場し、同年秋のリーグ戦では投手としてベストナインに選出された。4年時にはハーレムベースボールウィークの日本代表に選出され、背番号1を背負った。イタリアとのオープニングラウンド第4戦に先発登板し、勝利投手となった。アメリカとの3位決定戦では3回途中から救援登板するも3点を失い、チームも敗れた。
その後、2022年9月1日にプロ志望届を提出した。ドラフト会議では北海道日本ハムファイターズから1位指名された。11月26日、新入団選手発表が行われ、背番号は『12』になったことが発表された。

### 日本ハム時代
2023年は、開幕一軍入りを果たす。4月1日、プロ初出場となった開幕2戦目の東北楽天ゴールデンイーグルス戦（エスコンフィールド）では、「1番・右翼手」で先発出場し、第2打席で瀧中瞭太からプロ初安打を記録した。5月21日のオリックス・バファローズ戦（京セラドーム）で6点ビハインドの8回裏にプロ初登板し、三者凡退無失点に抑え投手としてもデビューを果たした。6月3日の読売ジャイアンツ戦（東京ドーム）で、清水優心のセーフティスクイズで三塁走者としてヘッドスライディングをした際に左手小指と右膝を負傷し、左手小指MP関節橈側部側副靱帯損傷と右膝内側側副靱帯軽度損傷と診断され6月5日に登録抹消となった。8月8日に一軍復帰を果たした。最終的に打者としては打率.177、1本塁打、4打点、投手としては2試合の登板で防御率0.00の成績だった。シーズン終了後はみやざきフェニックス・リーグに野手として参加し打撃強化に取り組んでいたが、11月1日、右有鈎骨鉤骨折と診断され、東京都内の病院で鉤骨片摘出術を行ったことを球団が発表した。
2024年は、開幕を二軍で迎えるも、5月に一軍昇格を果たす。その後一軍では中継ぎ投手として17試合に登板。プロ初勝利を挙げるなど一定の活躍を見せるも、交流戦最終試合でのサヨナラ暴投など救援失敗が増え、6月下旬に登録を抹消された。その後二軍での調整を経て、9月21日に再昇格すると、同日のオリックス戦で「6番・左翼手」として先発起用され2安打を記録した。再昇格後はシーズン終了まで一軍に帯同した。この年は投手として17試合に登板し1勝2敗3ホールド、防御率4.05。野手として28試合に出場し打率.111の成績だった。ポストシーズンでは福岡ソフトバンクホークスとのクライマックスシリーズ・ファイナルステージ第1戦で「1番・左翼手」でスタメン起用されると3回に一時同点となる適時内野安打を放った。オフには250万円増となる推定年俸1750万円で契約を更改した。

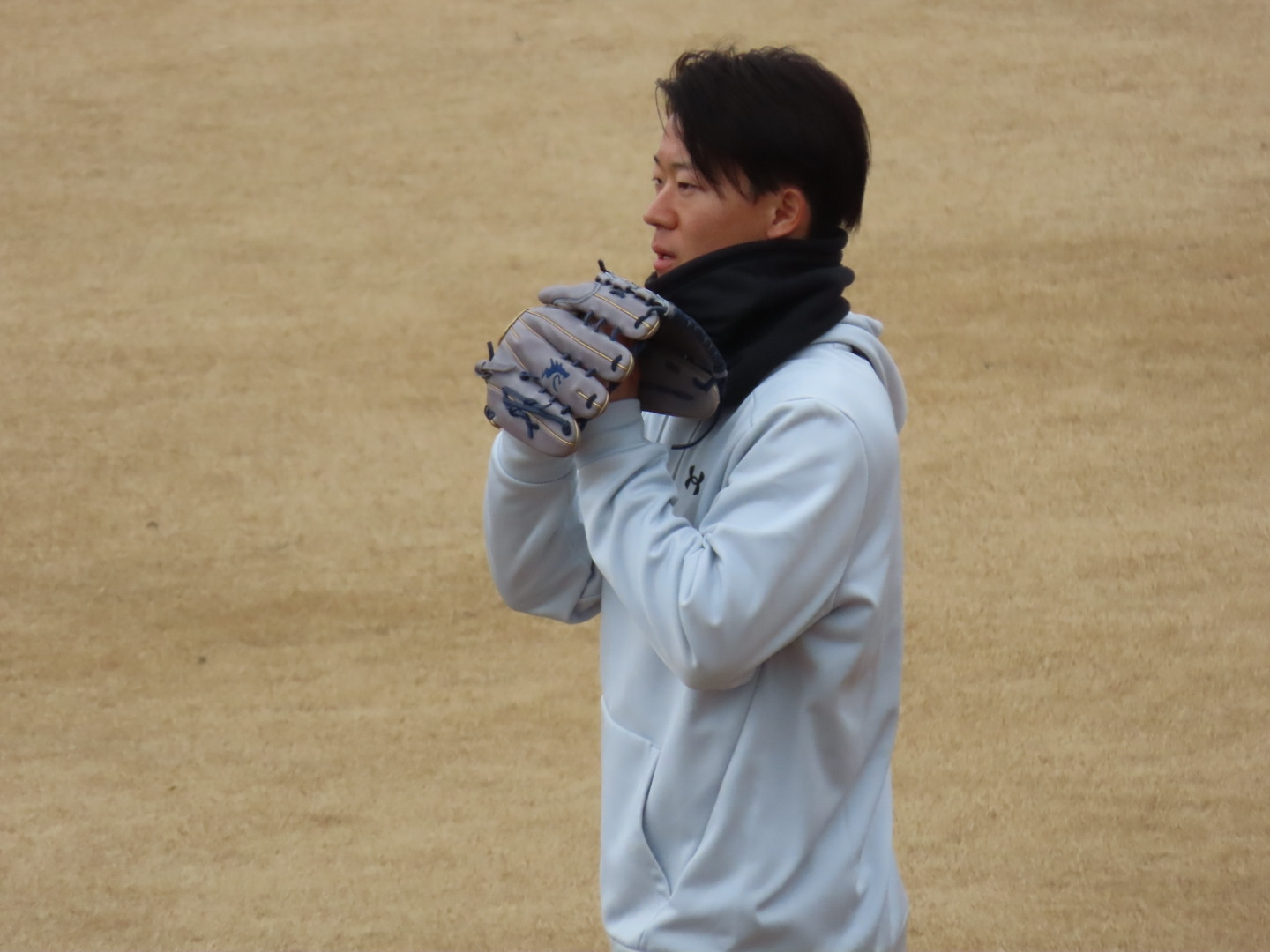
2023年1月22日ファイターズ鎌ヶ谷スタジアムにて

2025年は、野手専念で入ると、開幕戦の３月28日埼玉西武ライオンズ戦に、1番レフトで開幕スタメン入りを果たす。7月5日には初の猛打賞を記録した。

## 選手としての特徴
投手としては最速152km/hのストレートと縦横に変化する2種類のスライダー、チェンジアップを操る。打者としては長打力に加え、50m走5秒台の俊足を備える。大学時代に50メートル走5秒8、遠投115メートル。オープン戦で打撃を見た監督の新庄剛志も評価していた。

## 詳細情報

### 年度別投手成績
| 年 度     | 球 団     | 登 板 | 先 発 | 完 投 | 完 封 | 無 四 球 | 勝 利 | 敗 戦 | セ 丨 ブ | ホ 丨 ル ド | 勝 率 | 打 者 | 投 球 回 | 被 安 打 | 被 本 塁 打 | 与 四 球 | 敬 遠 | 与 死 球 | 奪 三 振 | 暴 投 | ボ 丨 ク | 失 点 | 自 責 点 | 防 御 率 | W H I P |
| --------- | --------- | ----- | ----- | ----- | ----- | -------- | ----- | ----- | -------- | ----------- | ----- | ----- | -------- | -------- | ----------- | -------- | ----- | -------- | -------- | ----- | -------- | ----- | -------- | -------- | ------- |
| 2023      | 日本ハム  | 2     | 0     | 0     | 0     | 0        | 0     | 0     | 0        | 0           | ----  | 7     | 2.0      | 1        | 0           | 0        | 0     | 0        | 3        | 0     | 0        | 0     | 0        | 0.00     | 0.50    |
| 2024      | 日本ハム  | 17    | 0     | 0     | 0     | 0        | 1     | 2     | 0        | 3           | .333  | 62    | 13.1     | 11       | 0           | 13       | 1     | 0        | 12       | 1     | 0        | 7     | 6        | 4.05     | 1.80    |
| 通算：2年 | 通算：2年 | 19    | 0     | 0     | 0     | 0        | 1     | 2     | 0        | 3           | .333  | 69    | 15.1     | 12       | 0           | 13       | 1     | 0        | 15       | 1     | 0        | 7     | 6        | 3.52     | 1.63    |

- 2024年度シーズン終了時

### 年度別打撃成績
| 年 度     | 球 団     | 試 合 | 打 席 | 打 数 | 得 点 | 安 打 | 二 塁 打 | 三 塁 打 | 本 塁 打 | 塁 打 | 打 点 | 盗 塁 | 盗 塁 死 | 犠 打 | 犠 飛 | 四 球 | 敬 遠 | 死 球 | 三 振 | 併 殺 打 | 打 率 | 出 塁 率 | 長 打 率 | O P S |
| --------- | --------- | ----- | ----- | ----- | ----- | ----- | -------- | -------- | -------- | ----- | ----- | ----- | -------- | ----- | ----- | ----- | ----- | ----- | ----- | -------- | ----- | -------- | -------- | ----- |
| 2023      | 日本ハム  | 37    | 107   | 96    | 13    | 17    | 4        | 0        | 1        | 24    | 4     | 2     | 2        | 1     | 1     | 8     | 0     | 1     | 35    | 0        | .177  | .245     | .250     | .495  |
| 2024      | 日本ハム  | 28    | 19    | 18    | 0     | 2     | 0        | 0        | 0        | 2     | 0     | 0     | 0        | 1     | 0     | 0     | 0     | 0     | 5     | 1        | .111  | .111     | .111     | .222  |
| 通算：2年 | 通算：2年 | 66    | 126   | 114   | 13    | 19    | 4        | 0        | 1        | 26    | 4     | 2     | 2        | 2     | 1     | 8     | 0     | 1     | 40    | 1        | .167  | .226     | .228     | .454  |

- 2024年度シーズン終了時

### 年度別守備成績

#### 投手守備
| 年 度 | 球 団    | 投手  | 投手  | 投手  | 投手  | 投手  | 投手     |
| 年 度 | 球 団    | 試 合 | 刺 殺 | 補 殺 | 失 策 | 併 殺 | 守 備 率 |
| ----- | -------- | ----- | ----- | ----- | ----- | ----- | -------- |
| 2023  | 日本ハム | 2     | 1     | 1     | 0     | 0     | 1.000    |
| 2024  | 日本ハム | 17    | 2     | 2     | 0     | 0     | 1.000    |
| 通算  | 通算     | 19    | 3     | 3     | 0     | 0     | 1.000    |

#### 外野守備
| 年 度 | 球 団    | 外野  | 外野  | 外野  | 外野  | 外野  | 外野     |
| 年 度 | 球 団    | 試 合 | 刺 殺 | 補 殺 | 失 策 | 併 殺 | 守 備 率 |
| ----- | -------- | ----- | ----- | ----- | ----- | ----- | -------- |
| 2023  | 日本ハム | 32    | 58    | 2     | 0     | 0     | 1.000    |
| 2024  | 日本ハム | 3     | 2     | 0     | 0     | 0     | 1.000    |
| 通算  | 通算     | 35    | 60    | 2     | 0     | 0     | 1.000    |

- 2024年度シーズン終了時

### 記録
初記録
打撃記録
- 初出場・初先発出場：2023年4月1日、対東北楽天ゴールデンイーグルス2回戦（エスコンフィールドHOKKAIDO）、「1番・右翼手」で先発出場[28]
- 初打席：同上、1回裏に瀧中瞭太から一邪飛[28]
- 初安打：同上、3回裏に瀧中瞭太から中前安打[28]
- 初盗塁：2023年4月4日、対千葉ロッテマリーンズ1回戦（ZOZOマリンスタジアム）、1回表に二盗（投手：西野勇士、捕手：佐藤都志也）[29]
- 初打点：2023年4月9日、対オリックス・バファローズ3回戦（京セラドーム大阪）、3回表に山岡泰輔から中前2点適時打[30]
- 初本塁打：2023年4月30日、対福岡ソフトバンクホークス5回戦（エスコンフィールドHOKKAIDO）、5回裏に藤井皓哉から右越ソロ[31]

投手記録
- 初登板：2023年5月21日、対オリックス・バファローズ8回戦（京セラドーム大阪）、8回裏に5番手で救援登板・完了、1回無失点[12]
- 初奪三振：同上、廣岡大志から空振り三振[12]
- 初ホールド：2024年5月21日、対オリックス・バファローズ10回戦（エスコンフィールドHOKKAIDO）、6回表に3番手で救援登板、1/3回無失点
- 初勝利：2024年6月7日、対東京ヤクルトスワローズ1回戦（明治神宮野球場）、10回裏に6番手で救援登板、1回無失点

### 背番号
- 12（2023年[9] - ）

### 代表歴
- 2022 ハーレムベースボールウィーク 日本代表